# Franz Kiršnik
Franz Kirschnik (russisch Франц Киршник; * um 1741; † nach 1802) war ein Organist und Orgelbauer in Sankt Petersburg.

## Leben und Wirken
Franz Kirschnik stammte möglicherweise aus Böhmen (?). Er war in Kopenhagen tätig und kam etwa Ende der 1770er Jahre nach Sankt Petersburg. Dort wurde er
Organist an der evangelischen St.-Annen-Kirche auf der Wassilewski-Insel.
1783 stellte er ein Portativ vor, in dem er als erster durchschlagende Zungen als Register eingebaut hatte. Diese Neuerung fand großes Interesse in der Stadt. Sie beruhte auf einer Veröffentlichung des Professors Christian Gottlieb Kratzenstein aus Kopenhagen von 1780 in Petersburg.
Kirschnik wurde in diesem Jahr Mitglied des Direktoriums des kaiserlichen Hoftheaters, wo er auch musikalischer Meister (мастер) war, außerdem wurde er Mitglied der Musikalischen Gesellschaft.
1788 zeigte er dem Musikinstrumentenbauer Georg Joseph Vogler seine Neuerung bei einem Konzert von diesem in Sankt Petersburg. Vogler war begeistert. Kirschnik schickte seinen Mitarbeiter Georg Christoffer Rackwitz im Jahr 1790 zu Vogler nach Warschau, um ihm die durchschlagenden Zungen-Register in dessen Instrumente zu bauen. Kirschnik gilt damit heute als einer der Väter der Entwicklung der Ziehharmonika und des Akkordeons.
Franz Kirschnik baute vor allem Portative für Petersburger Bürger. Neubauten von Kirchenorgeln sind nicht bekannt. Er gilt trotzdem als der innovativste und bedeutendste Orgelbauer in St. Petersburg in dieser Zeit. Schüler und Mitarbeiter waren Georg Christoffer Rackwitz und Christian Kindten.
Von 1802 ist eine letzte Erwähnung von Franz Kirschnik erhalten, sein Todesdatum ist unbekannt.